# Pisa–Róma-vasútvonal
A Pisa–Róma-vasútvonal egy normál nyomtávolságú, 3 kV egyenárammal villamosított, 336 km hosszú kétvágányú vasúti fővonal Olaszországban Pisa és Róma között.

## Története
A Róma és Civitavecchia közötti vonal legdélebbi szakaszát 1859. április 24-én nyitotta meg a Società Pio Central (magyar nyelven: Központi Pius Társaság). 1862-ben megkezdődött a Livornótól délre vezető vonal építése, amely kezdetben keletre, Collesalvettiig vezetett, majd délre fordult, és Vada-nál (ma 27 km-re Livornótól délre) csatlakozott a jelenlegi Pisa-Róma vonalhoz. Ez az útvonal ma Maremmana-vasútvonal néven ismert. A vonal Vada-tól délre folytatódott, és 1864-ben megnyílt Nunziatelláig, Capalbio közelében, a pápai állam határán, a Chiarone folyónál. 1865-ben a Leopolda-vasútvonalat a Róma-Civitavecchia vasútvonal tulajdonosa vette át, amelyet most Società per le Strade Ferrate Romane (Római Vasút) néven emlegetnek. Ez 1867-ben megnyitotta a Civitavecchia és Capalbio közötti összekötő szakaszt. 1910-ben közvetlen vonalat nyitottak a tengerpart mentén Vada és az új livornói központi pályaudvar között. 1990. május 25-én új útvonalat nyitottak Róma és Maccarese-Fregene között Aurelián keresztül.

## Állomások galériája

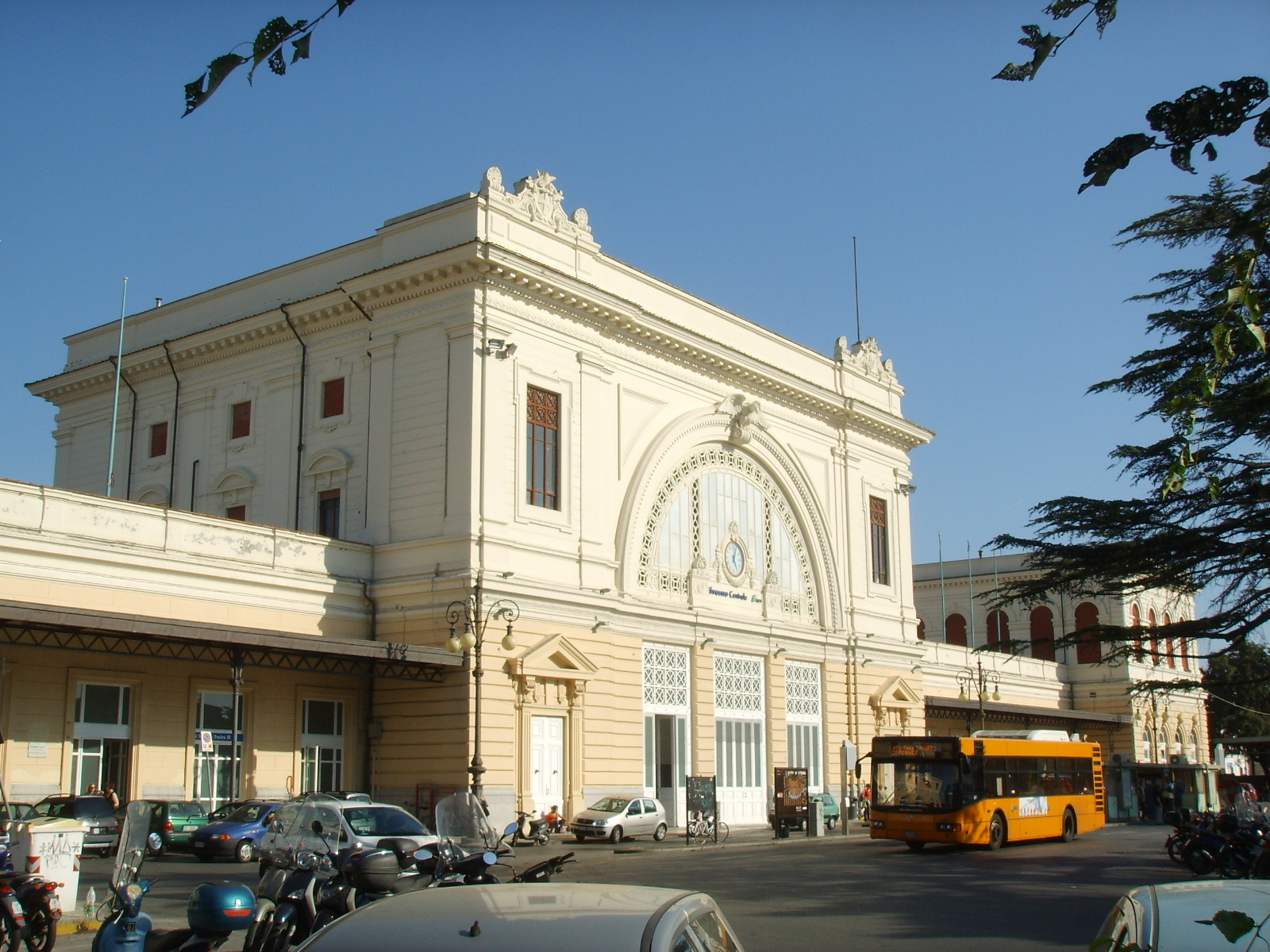
Livorno Centrale
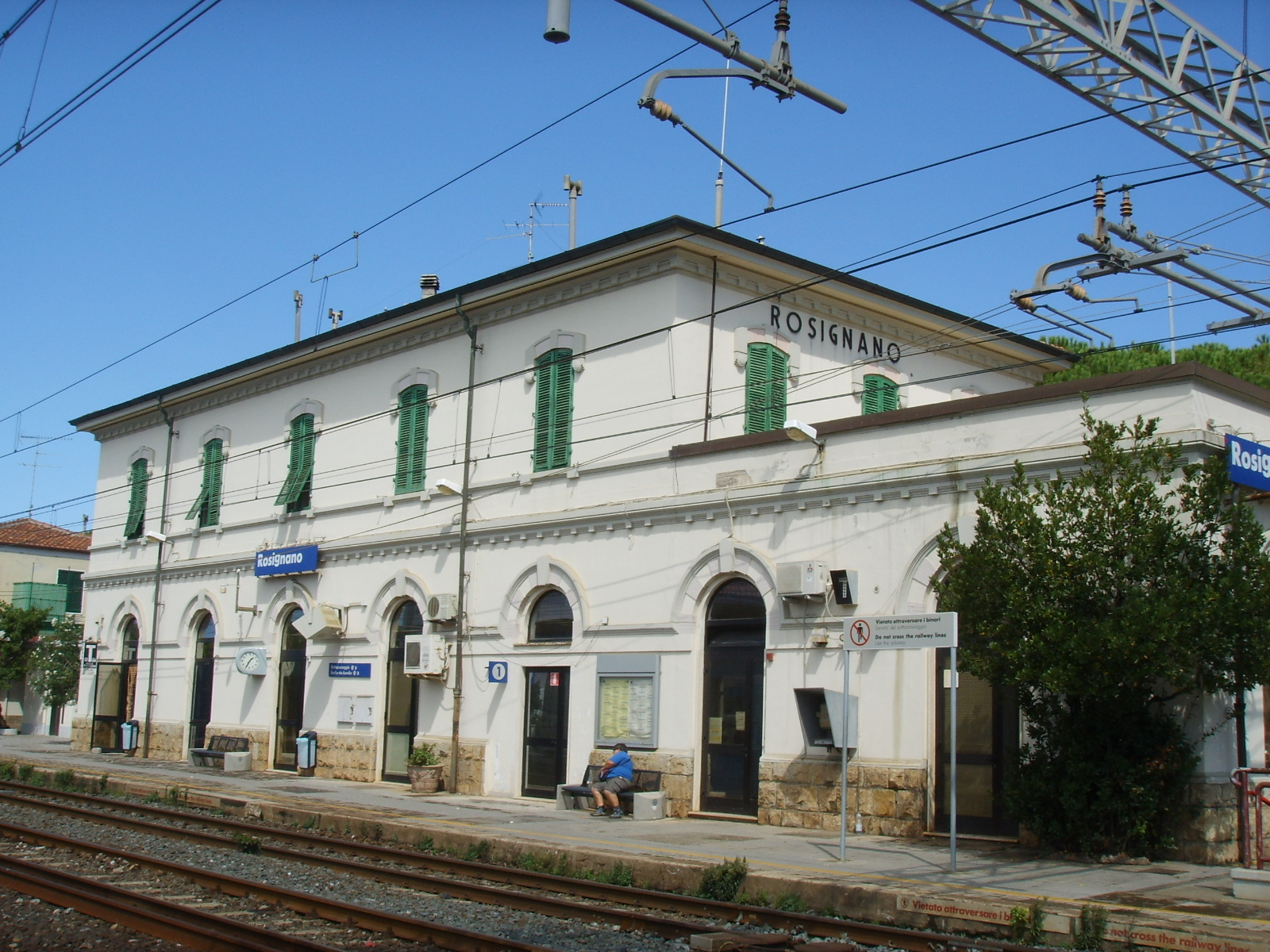
Rosignano
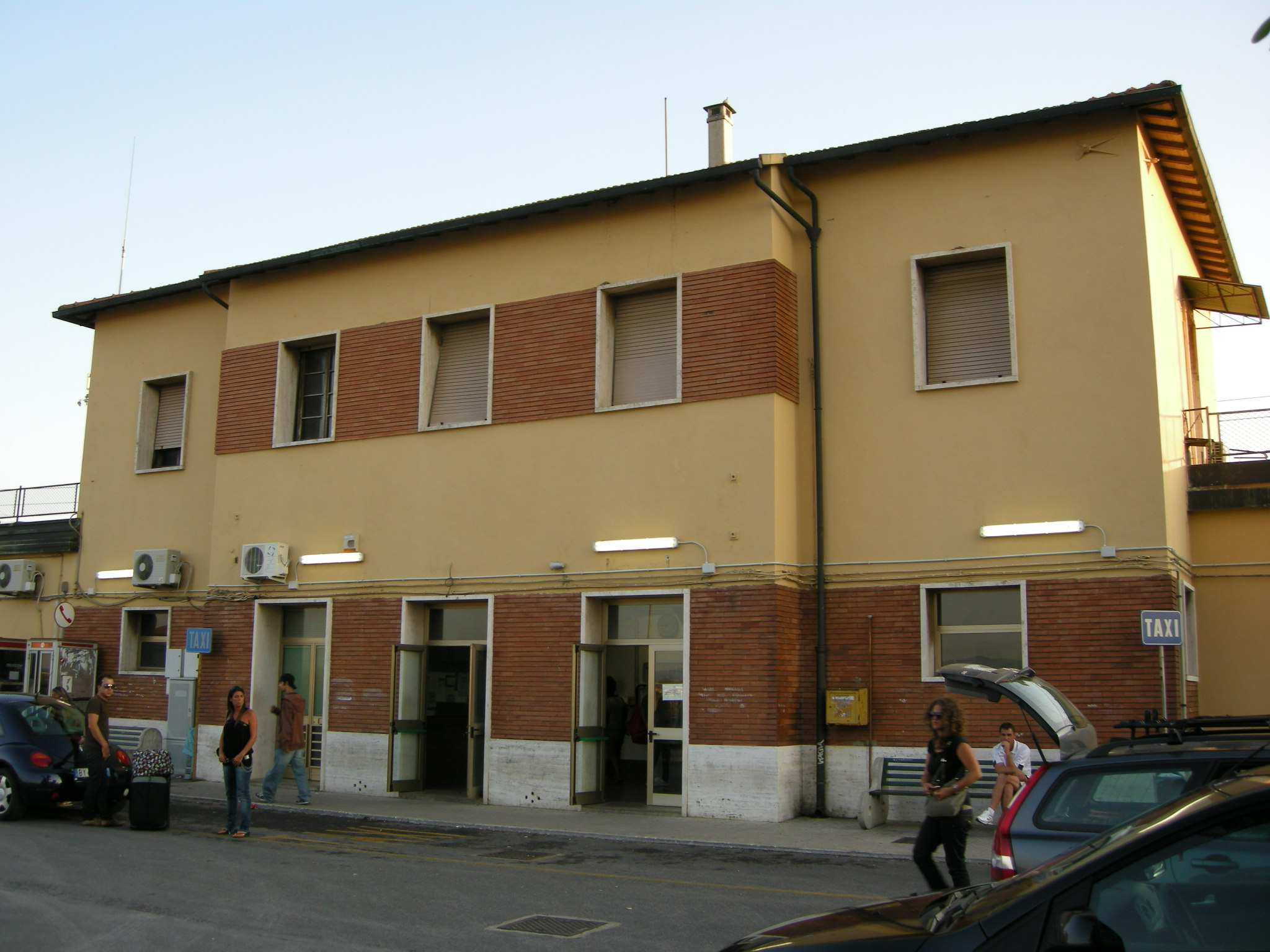
Campiglia Marittima
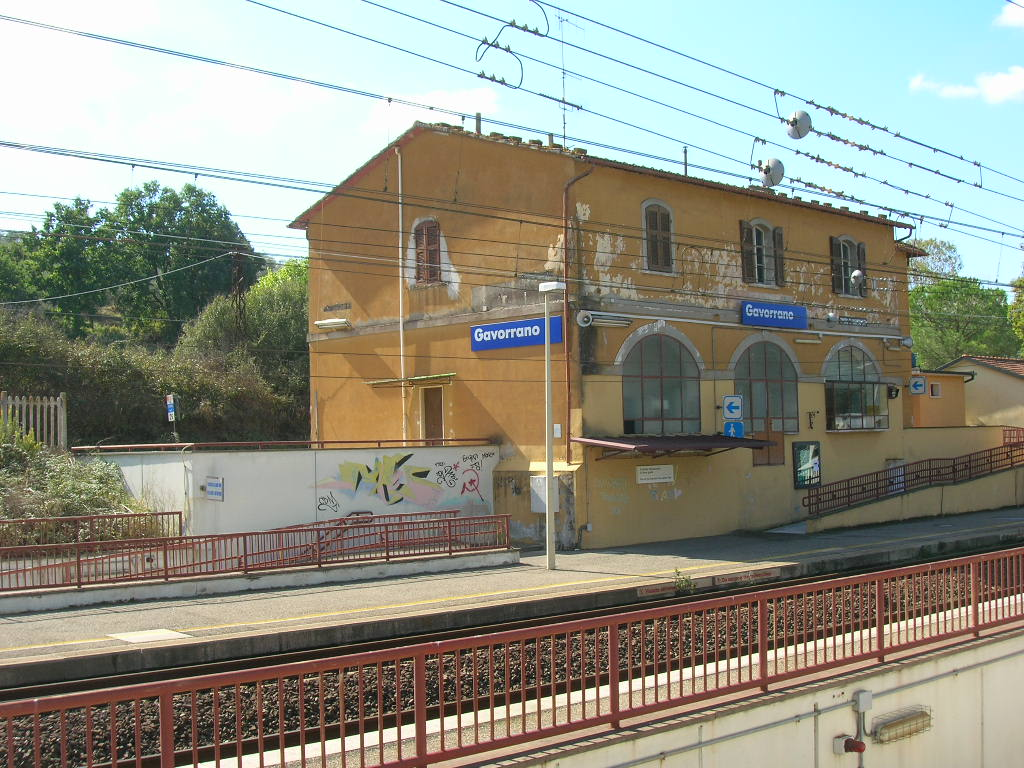
Gavorrano
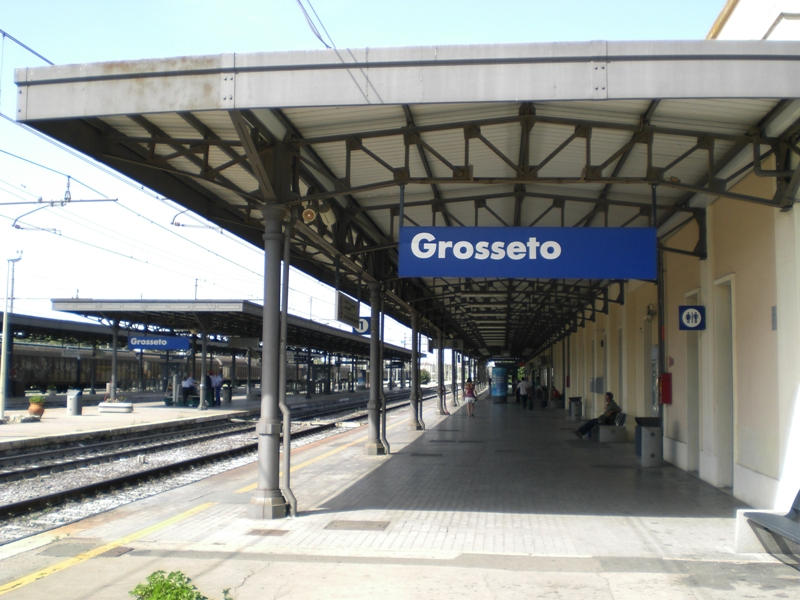
Grosseto
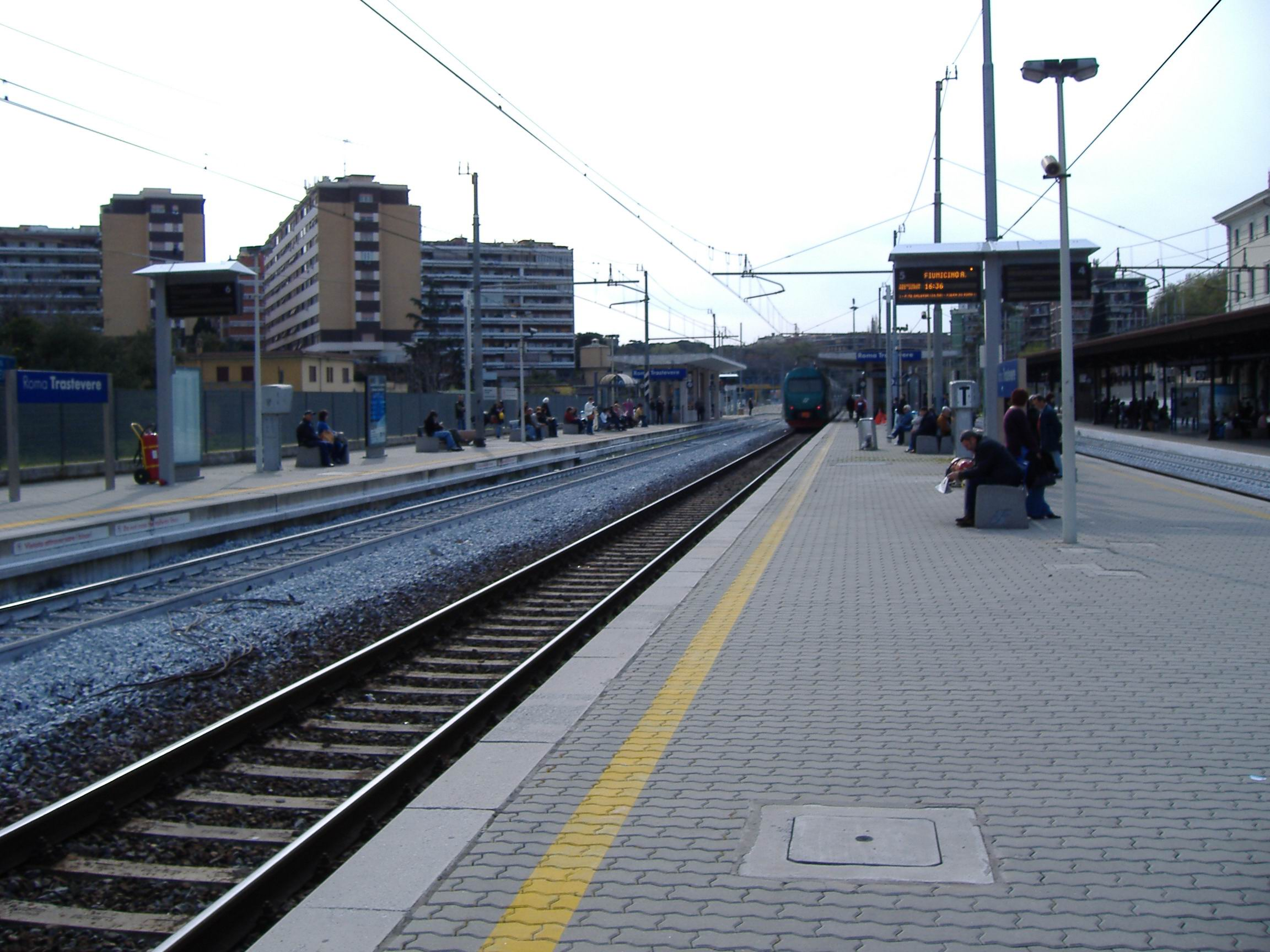
Roma Trastevere
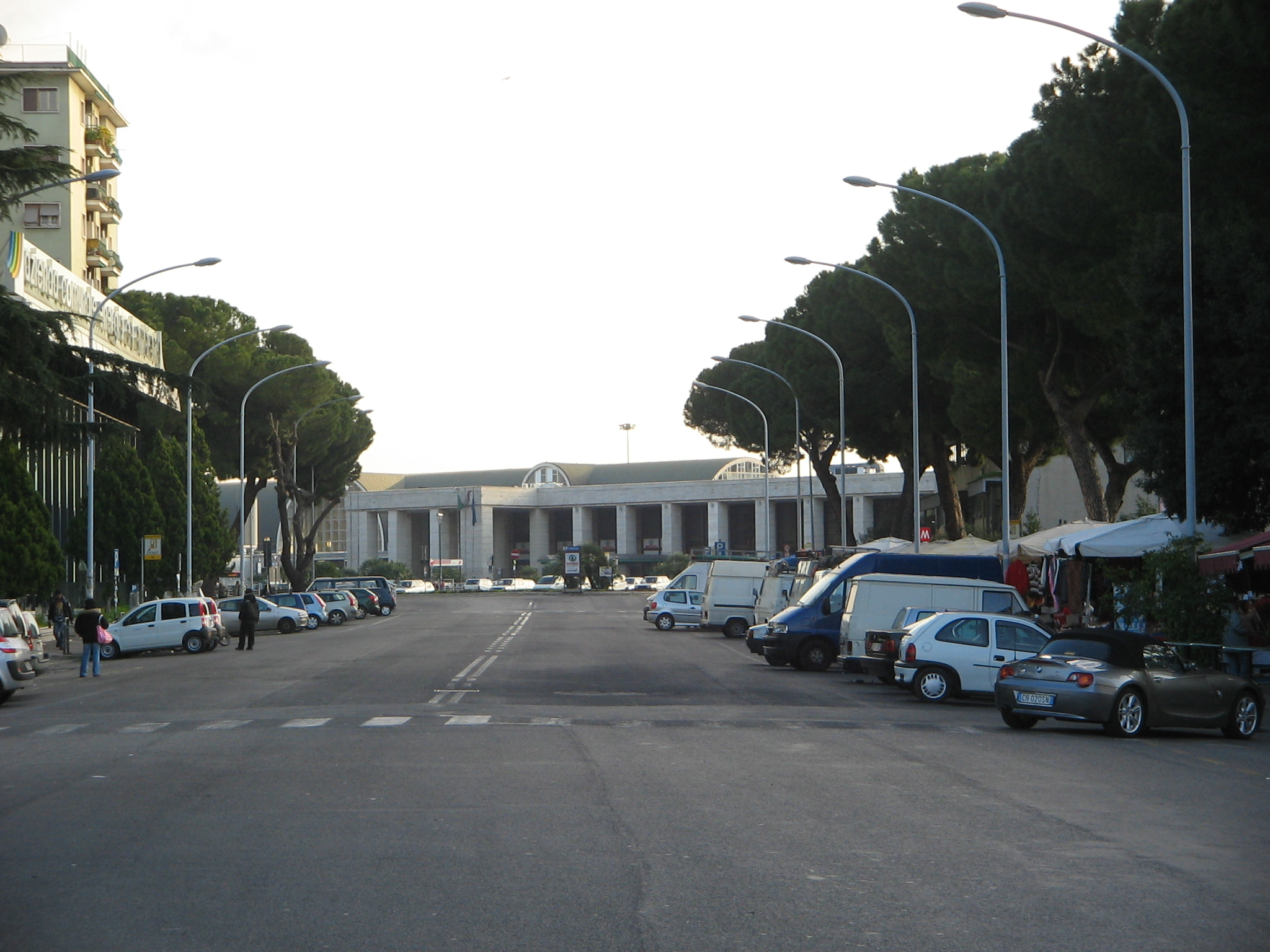
Ostiense